# Opipeuter xestus
Opipeuter xestus là một loài thằn lằn trong họ Gymnophthalmidae. Loài này được Uzzell mô tả khoa học đầu tiên năm 1969.